# 하동 쌍계사 감로왕도
하동 쌍계사 감로왕도(河東 雙磎寺 甘露王圖)는 경상남도 하동군 화개면, 쌍계사에 있는 조선시대의 불화이다. 2010년 12월 21일 대한민국의 보물 제1696호로 지정되었다.

## 개요
쌍계사 감로왕도는 1728년 명정(明淨), 최우(最祐), 원민(元敏), 처영(處英), 신영(信英), 永浩(永浩) 등이 그린 불화이다. 이 불화는 구성상 구름을 경계로 2단으로 크게 구분되며, 상단에는 구름을 타고 내려오는 불보살이 표현되어 있고, 하단에는 제단을 중심으로 의례장면, 쌍아귀, 망자 등이 조밀하게 배치되어 있다.
상단 향우측에는 관세음보살과 지장보살을 중심으로 대세지보살과 목건련존자, 아난존자가 무리지어 있으며, 그 앞에는 칠여래 그리고 석가모니불을 중심으로 4여래와 3보살, 번을 들고 있는 비증보살과 인로왕보살 등이 무리지어 있다. 특히 번을 든 비증보살 위에는 망자의 영혼을 극락으로 인도한다고 하는 벽련대반이 표현되어 있다. 이는 18세기 감로도의 상단에 등장하는 도상으로 《의령 수도사 감로도》(1786년, 경남유형문화재 제418호)과 《용주사 감로도》(1786년)에도 표현되며, 《백천사 운대암 감로도》(1801년)에도 나타나고 있다.
이 불화는 명정, 최우 등이 제작하였는데, 이들이 같은 해 제작한 쌍계사 팔상전의 팔상탱의 형식이 의겸이 그린 《운흥사 팔상도》(1718년), 《송광사 팔상도》(1725년)와 유사한 것으로 보아 이들은 의겸과 같은 화파인 것으로 추정할 수 있다.
쌍계사 감로왕도는 화면의 윗부분에 칠여래에 덧보태어 다수의 불·보살이 등장하는 감로왕도 도상의 선구적 위치에 있는 중요한 작품이다. 더욱이 이 그림은 화면 구성 뿐 만 아니라 채색이 안정된, 화질이 뛰어난 감로왕도이다.

## 같이 보기
- 쌍계사

## 참고 자료
- 하동 쌍계사 감로왕도 - 국가유산청 국가유산포털